# Mandarinier
Citrus reticulata
Espèce
Classification APG III (2009)
Le mandarinier (Citrus reticulata) est un agrume de la famille des Rutaceae produisant des fruits nommés mandarines. 
Mandarinier est un terme générique qui recouvre une population diversifiée de fruitiers sauvages et cultivés qui constitue un des pôles taxonomiques majeurs des agrumes considéré comme un des quatre taxons ancestraux. C. reticulata a engendré de nombreux hybrides tel l'oranger (C. sinensis), le bigaradier (C. aurantium), le citron Volkamer et le Rangpur (C. limonia), le Calamondin (C. madurensis).  

## Diverses désignations des mandariniers

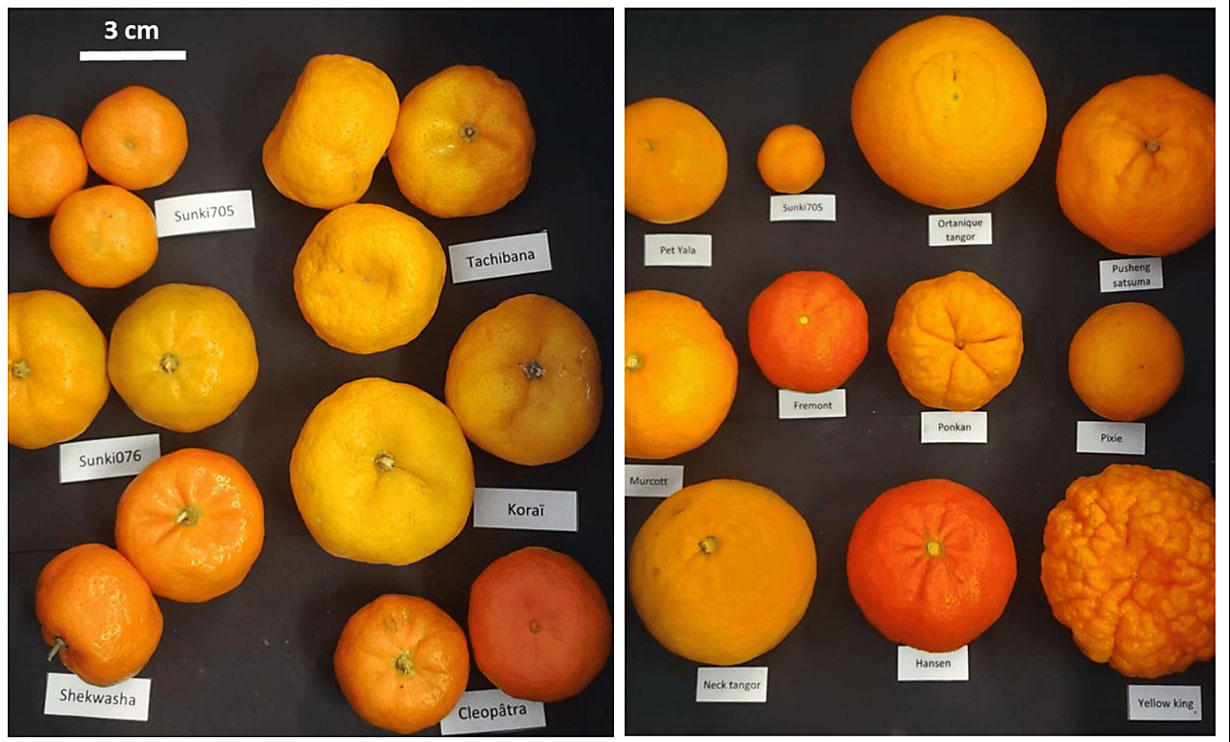
Mandarines non hybridées à gauche, introgressées à droite (F. Luro et al. 2023).

Les mandariniers désignent couramment plusieurs groupes de petits agrumes :  
- mandarines asiatiques Satsuma (C. unshiu), Ponkan (C. poonensis), Lihuaju (C. tachibana) 'Cleopatra' (C. reshni), 'Sunki' (C. sunki), 'Sun Chu Sha Kat' (C. erythrosa) et mandariniers à petits fruits dont les yukunibu (C. depressa), les kishu mikan (C. kinokuni), les shikuwasa (C. depressa) et les ancestrales (C. ryukyuensis),
- mandarine commune (C. nobilis = C. reticulata[4]), la mandarine méditerranéenne (C. deliciosa), la clémentine (C. clementina)
- les hybrides de mandarine : tangerine (Citrus ×tangerina), tangor (C. reticulata x C. sinensis), tangelo  (C. reticulata x C. ×paradisi)[5].

Citrus nobilis était le terme le plus ancien et le plus employé jusqu'au années 1950 décennie où Citrus reticulata le supplante. Auguste Chevallier (1946) écrit que Citrus reticulata Blanco a la priorité sur C. deliciosa Tenore qui est postérieur de trois années et est basé sur une plante cultivée au Jardin botanique de Naples. Le type de Blanco est basé sur un Citrus cultivé aux Philippines et connu sous le nom de Narangita ou Sintoni. On a démontré depuis qu'il existe des distances phénotypiques et génomique entre C. deliciosa et les diverses autres mandarines. 
François Luro et al. écrivent (2016) «les études récentes sur les marqueurs génomiques et moléculaires ont révélé que presque toutes les mandarines modernes ne sont pas des C. reticulata pures mais sont introgressées par le génome de C. maxima ». Ces auteurs considère comme variété purement reticulata (sans introgression de pamplemoussier ou autres espèces ancestrales):  le shikuwasa, les mandarine 'Cleopatra' et Sunki, 'Ponkan'. 'Tachibana' et 'Koraï tachibana'.

## Histoire
Les divers biotypes de mandarines se sont diversifiés à partir d'ancêtres communs anciens dans diverses régions d'Asie, comme King et Kunembo (C. nobilis Lour.) en Indochine et les Satsuma (C. unshiu Marc.) au Japon. Calabrese (1990) donne pour origine le Guangxi.
Les premières références sur les mandarines figurent dans l'ouvrage Chu lu (1178) du chinois Han Yen Chih et dans Isei Teikin Orai du japonais Kohwan (fin du XIIIe siècle). C. nobilis décrit comme mandarine par De Loureiro (1790) également nommée Cam Sanh ou Tsem Cam est défini par l'auteur comme mandarine par différence avec la bigarade (C. aurantium), en 1818 Risso et Poiteau la mentionnent sans l'avoir vue. En 1772, Bernardin de Saint Pierre dans son Voyage à l'Isle de France, à l'Isle de Bourbon, etc. écrit à Maurice «Il y a plusieurs espèces d'orangers, entr'autres une qui donne une orange appelée mandarine, grosse comme une pomme d'api».  
Manuel Blanco décrit l'espèce nouvelle Citrus reticulata en 1837 «Peau un peu épaisse facilement séparable de la chair, avec des pépins et un gros mamelon à la base, avec plus de dix chambres. C'est comme le Dalandan» (mandarine des Philippines) et Michele Tenore en 1840 décrit comme distincte Citrus deliciosa mandarine à feuille lancéolée. Pour autant les botanistes Bonavia, Engler, Hooker, Oliver ignorent les espèces nouvelles.
C'est Marcovitch (1926) et Tanaka (1928) qui reconnaissent les espèces C. deliciosa, C. nobilis, C. mitis, C. unshiu etc. Swingle (1943) reconnait C. tachibana, C. indica et C. reticulata et suppose que C. nobilis est un hybride interspécifique avant d'une faire un synonyme de C. reticulata.
La mandarine a probablement été introduite au début du XIXe siècle en Angleterre, de là à Malte et en Sicile (1810-1815?) à Palerme. En 1816, la mandarine méditerranéenne est introduite à Naples, vers 1830 en Égypte, vers 1850 en Algérie et d'autres pays du pourtour méditerranéen. Milieu XIXe siècle le consul italien à la Nouvelle-Orléans l'introduit en Amérique du Nord.

## Génomique et Phylogénie

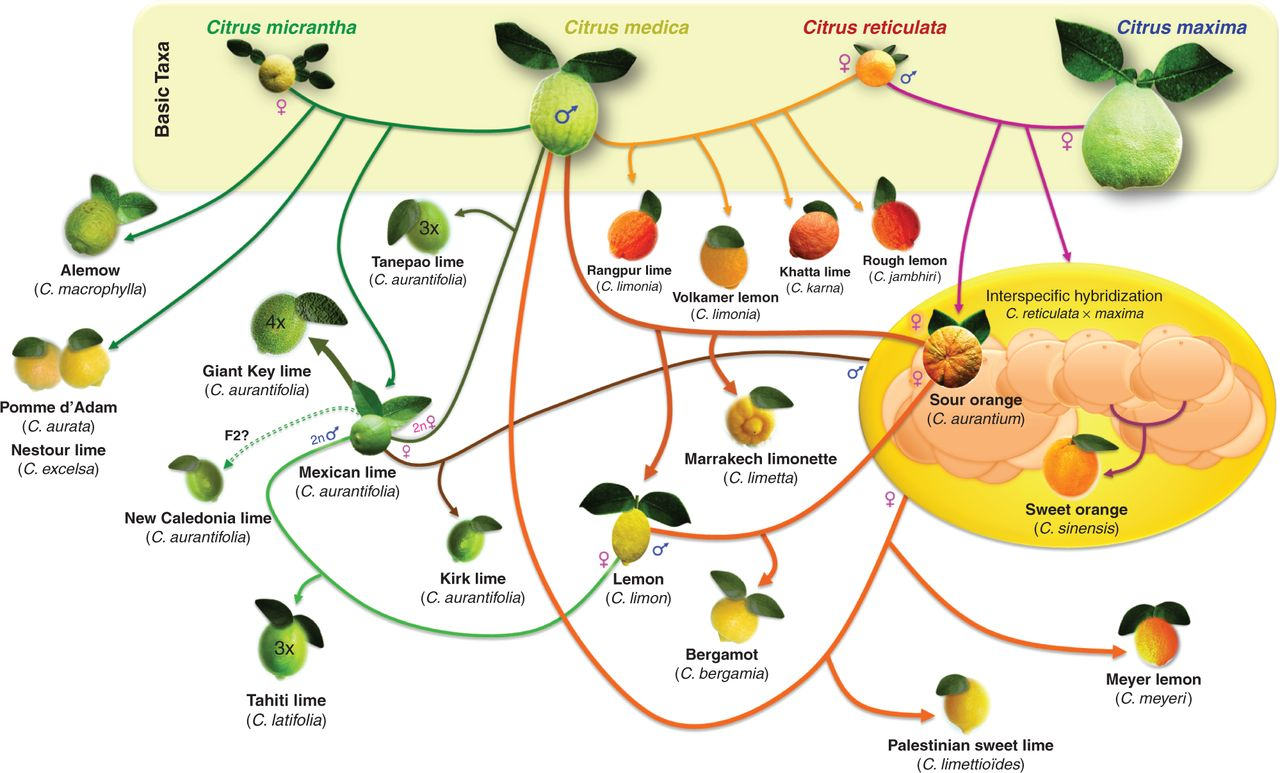
Origine des principaux sous-groupes variétaux de lime et de citron chez F. Curk et al. 2016.

La biochimie (1974) puis la génomique moléculaire (de 1998 à 2015) montrent que tous les agrumes cultivés ont pour géniteurs par hybridation interspécifique quatre taxons ancestraux : les mandarines (C. reticulata), les pamplemoussiers (C. maxima), les cédratiers (C. medica) et un papeda (C. micrantha). Le travail fondateur de Franck Curk et al. (2016) Phylogenetic origin of limes and lemons revealed by cytoplasmic and nuclear markers sur 133 échantillons variétaux de l'IVIA et de l'INRA est basé sur une analyse de marqueurs nucléaires, chloroplastiques et mitochondriaux. Il ordonne la diversité des taxons de base et confirme que les type cytoplasmique de mandarines est un des quatre ancêtres de nos agrumes sauvages et cultivés. 

G. Albert Wu et al. (2018) établissent une généalogie des agrumes avec la géographie de leurs origines et différenciations en incorporant les kumquats confirment l'existence de 3 espèces d'agrumes ancestraux associées à aux types cédrat (C. medica ), mandarines (C. reticulata ) et pamplemoussiers (Citrus maxima). Les mandariniers primitifs chinois continentaux se sont séparés des Tachibana devenus insulaires après la disparition des ponts terrestres et la hausse du niveau des mers au début du Pléistocène. Les mandariniers introgressés de pamplemoussiers donnent naissance des types de mandarines anciens et modernes.

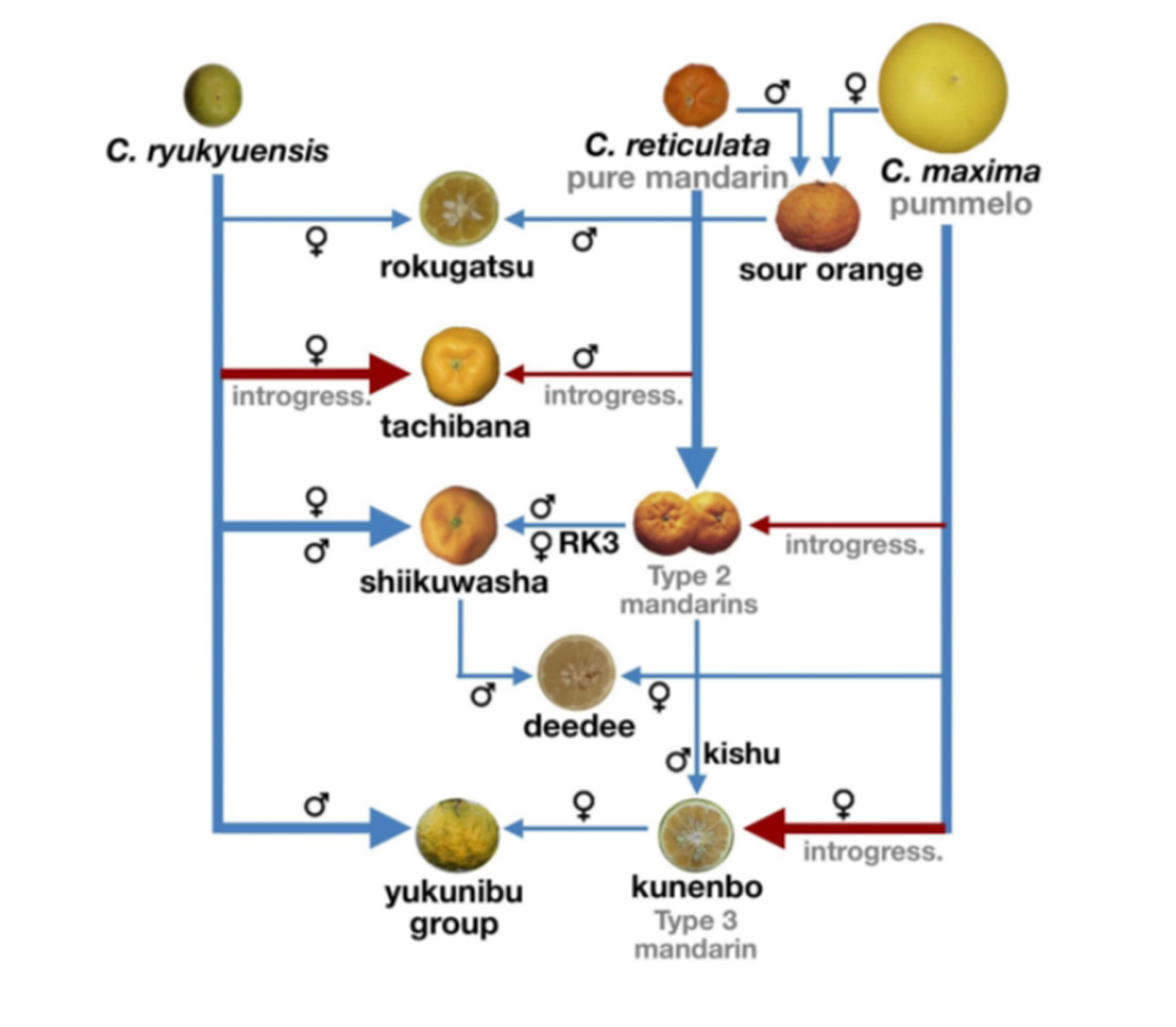
Chez G. Albert Wu et al. (2018, 2021) C. ryukyuensis hybride les mandariniers pour donner des populations sauvages et cultivées dont shikuwasa.

En 2023, F. Luro et al. établissent un arbre des relations génétiques de 54 génotypes de mandarines dans lequel Tachibana et Koraï tachibana sont les deux mandarines les plus distantes génétiquement des autres mandarines. Ils divisent la population en 2 groupes, sachant que leur travail inclus dans les mandarines des tangors et des tangelos. Le shikuwasa (C. depressa) est avec Sunki et Cléopatra éloigné des mandarines proprement dites. Les travaux de Wu et al. (2018-2021) sur C. ryukyuensis concordent sur des spéciations très anciennes.

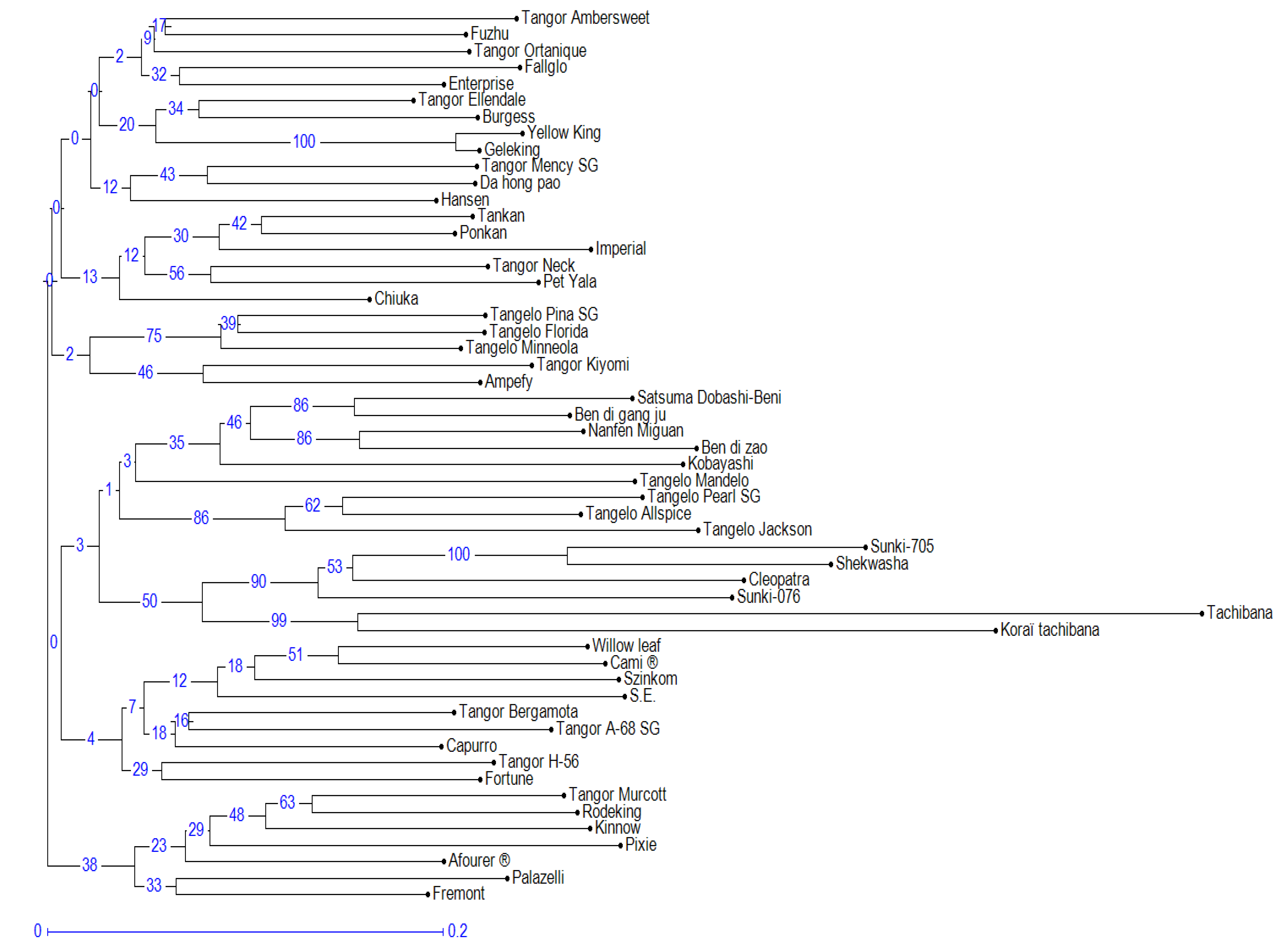
Arbre neighbor joining de 54 mandarine et hybrides basé sur les 44 marqueurs SSR et InDel.

## Description
C'est un arbre de petite taille et à port étalé. Les branches sont fines et presque sans épines. Les feuilles, vert foncé et brillantes, sont petites, étroitement lancéolées. 
Les fruits sont petits à moyens, aplatis et légèrement lobés. Leur peau est jaune orange, fine peu adhérente voire boursouflée. Les graines sont sphériques, polyembryonnées.

### Production
La production mondiale de mandarines est estimée à 37 millions de t  (2022-23) en baisse de 0,9 millions de t. due à des mauvaises conditions météo en Chine et au Maroc mais toujours à un niveau moyen de plus de 30 millions de t depuis 2017 . Les principaux producteurs sont  la Turquie, la Chine, l'Afrique du Sud, le Maroc et l'UE où les rendements sont également déclinants. La Turquie est le 1er exportateur mondial, suivi par la Chine, l’Afrique du Sud et l’UE.

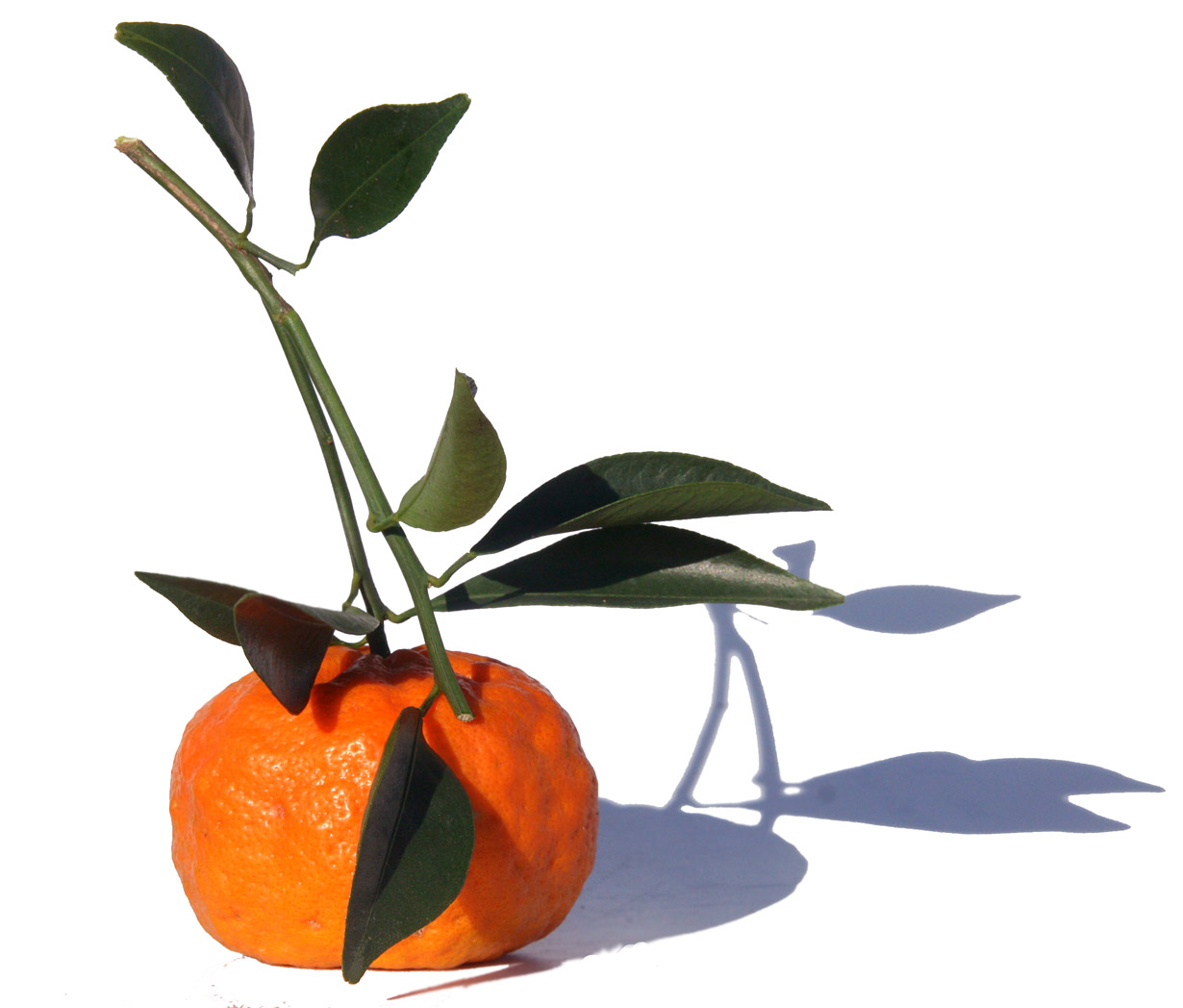
Changsha (C. unshui) mandarine rustique.

Les mandariniers ont pour zone de rusticité USDA 9 à 11, autrement dit ils supportent - 4°C. Certains sont plus rustiques comme Changsha (10°F, -12°C).

## Huile essentielle
L'huile essentielle du péricarpe est traditionnellement considérée comme tonique pour tout le corps, elle aiderait à éliminer les toxines de l’organisme en régulant la fonction hépatique et régulerait les troubles du sommeil. Les huiles essentielles de feuille et du péricarpe sont calmantes et antispasmodiques. La composition type des huiles essentielles industrielles avec D-limonène dominant. M.Sawamura distinguait le parfum herbacé, doux et vert des satsuma de celui des orange-lavande-frais et métallique des clémentines espagnoles. En parfumerie elle contribue à la pétillance des notes de tête
François Luro et al. (2023) ont publié une vaste comparaison des huiles essentielles de feuille et de fruit mûrs (récolte janvier à mars en Corse) de 72 mandariniers et hybrides qui met en évidence une très importante diversité avec 7 profils aromatiques pour les huiles essentielles du fruit et 9 dont 5 principaux pour celles de la feuille.

### Huile essentielle du péricarpe
Ces huiles essentielles sont réputées fruitées et piquantes. Les rendements en huile essentielle du zeste du fruit sont très variables avec une médiane à 3,5 % les résultats vont de 0,04 % (Sugiyama et Kiyomi mûres) à 8,8 % (divers tangors et tangelo Neck), sachant que les dates de récolte sont défavorables aux Satsuma. Pour l'ensemble de l'échantillon  (mandarines et hybrides) on note 15 composés aromatiques au-dessus de 1 % avec des corrélations et 3 profils de composés majeurs : 
- groupe 1 avec teneur faible en limonène (<80 %), une moyenne de p-cymène (3,2 %), d'α-pinène (2,2 %) et de γ-terpinène (17 %) - Typicité les C. deliciosa.
- groupe 2 valeurs moyennes de l'α-thujène (0,2 %), du β-pinène (0,7 %), de l'α-terpinène (0,1 %), du terpinolène (0,1 %) et du limonène (85 à 94 %) - Typicité : Cleopatra, tangors, tangelos.
- groupe 3 avec teneur très élevée en limonène allant de 93 à 97 %. Typicité: satsuma, ponkan.

4 profils singuliers sont non compris: 'Tachibana' (limonène/γ-terpinène + δ-3-carène et un α-phellandrène), 'Korai tachibana' (limonène + δ-3-carène et un 5 % de β--phellandrène), 'Ben di gang ju' et 'Kunembo' (30 % de myrcène) et 'Shikuwasa' (peu de limonène + 24 % d'γ-terpinène et 9 % de p-cymène et spécifique carvone et γ-cadinène). 

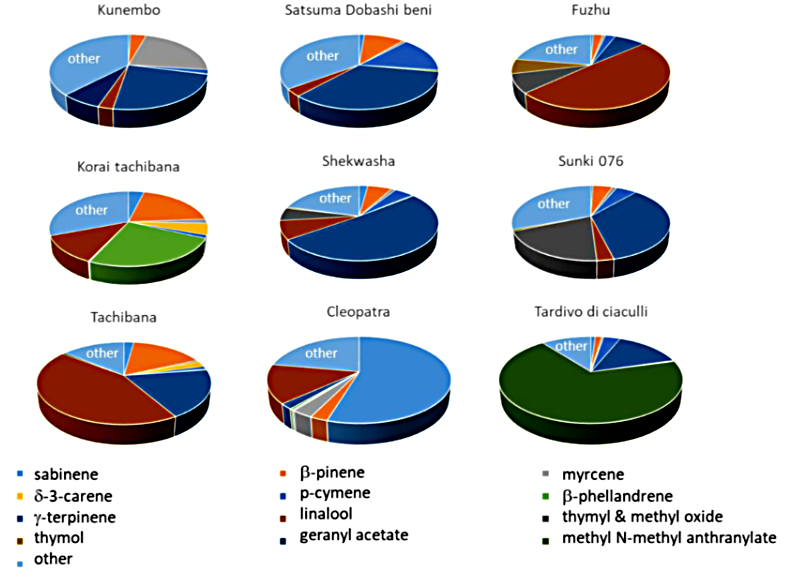
Très importante diversité des huiles essentielles de feuille (récolte hivernale des feuilles en Corse) chez F. Luro et al. 2023.

### Huile essentielle de feuille
Ces huiles essentielles sont réputées fleuries et acidulées. Elles sont plus diverses que celles du péricarpe et le limonène est beaucoup moins présent. 23 composés dominants > 3 % et 42 % > 1 % avec: 
- groupe 1 β-pinène/linalol, typicité tangelo,
- groupe 2 linalol très présent (36 à 65 %) typicité 'Tachibana' (linalol 44 %), γ-terpinène (19 %) et β-pinène (16 %), note petit-grain bigarade,
- groupe 3 (hétérogène) γ-terpinène dominant (20 à 51 %) comme composé majoritaire typicité shikuwasa, satsuma,
- groupe 4 N-méthyl-anthranilate de méthyle dominant (50 à 79 %), typicité C. deliciosa et hybrides pauvres en γ-terpinène (0,1 %),
- groupe 5 (vaste groupe 27 variétés) sabinène dominant (29 à 55 %) note épicéa/muscade.

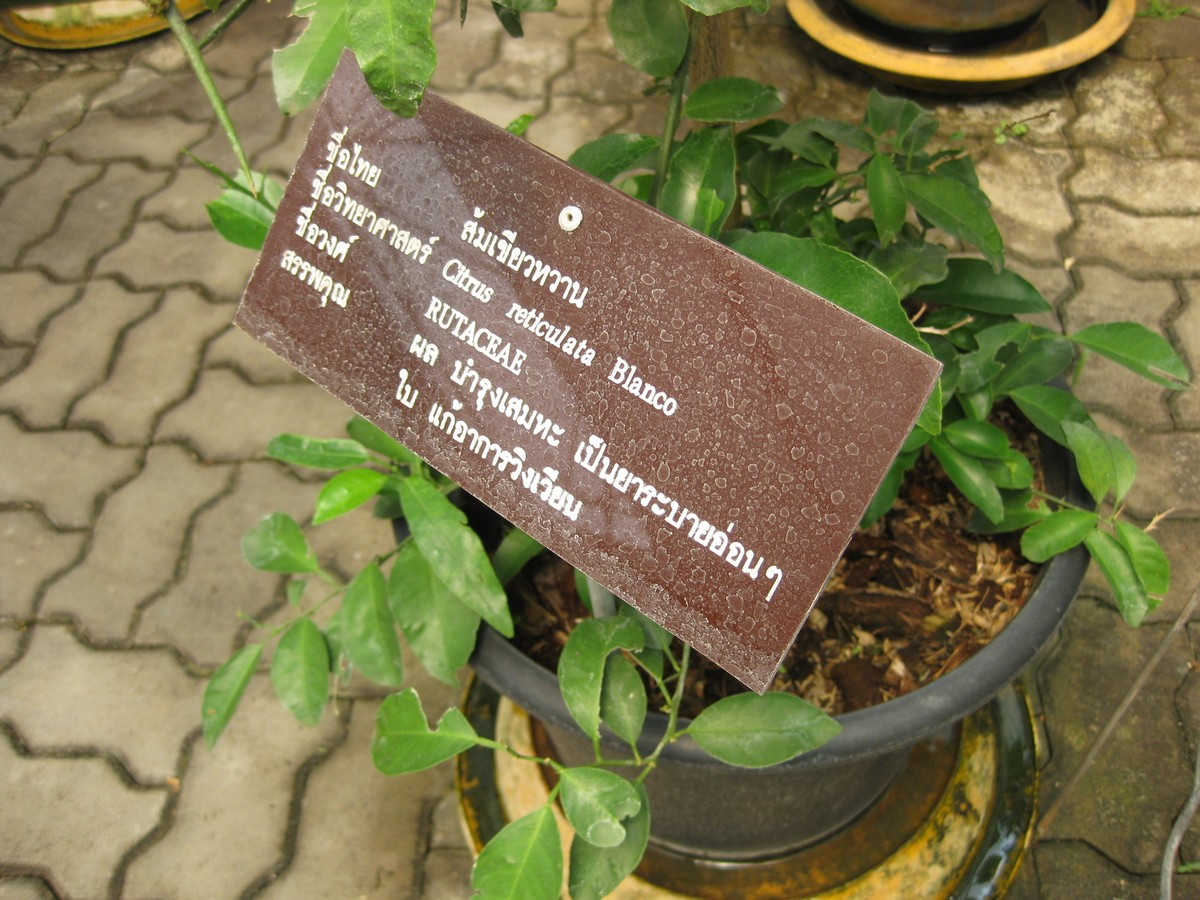
Plant de mandarinier avec panneau descriptif en Thaï.
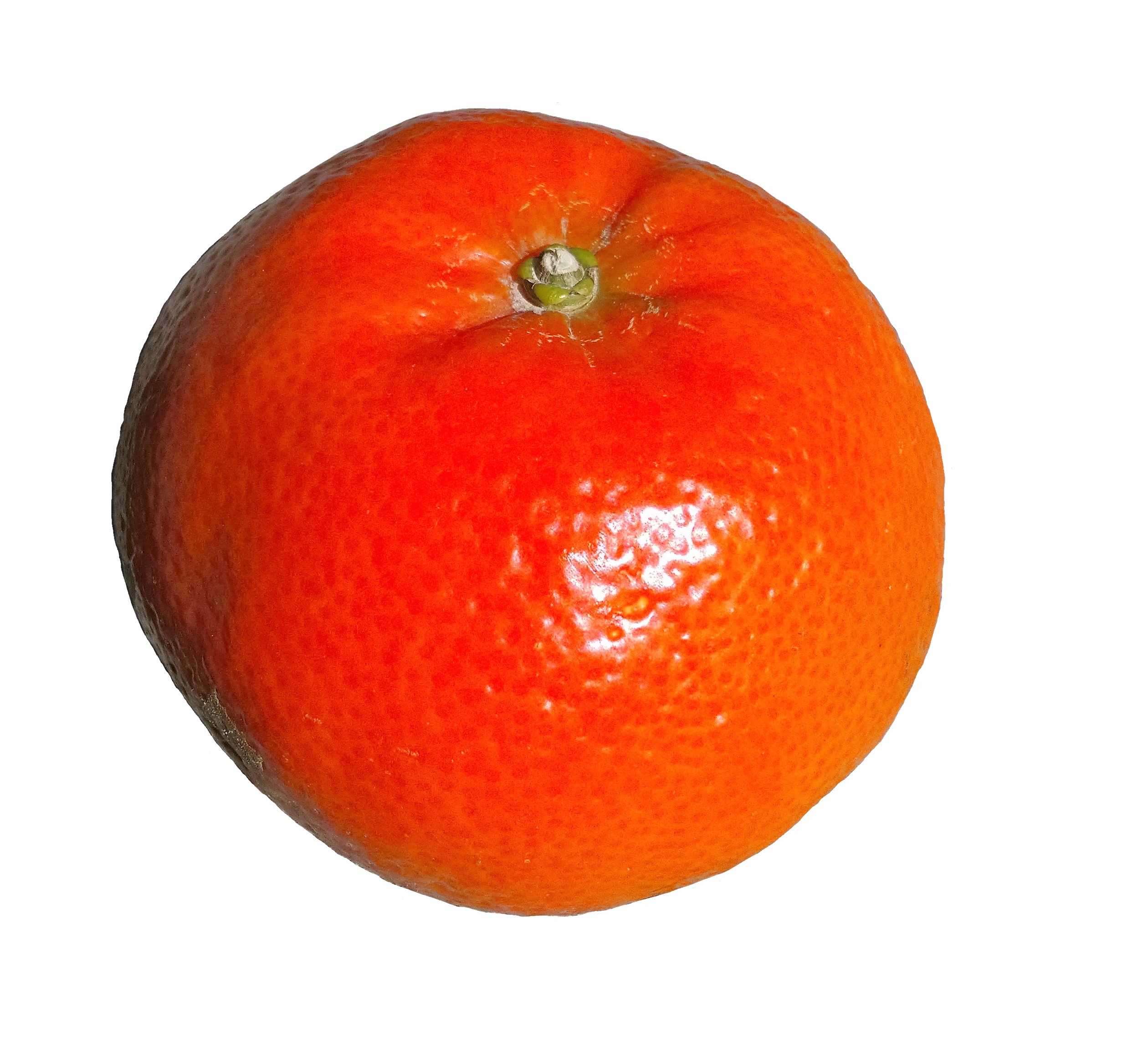
Mandarine.
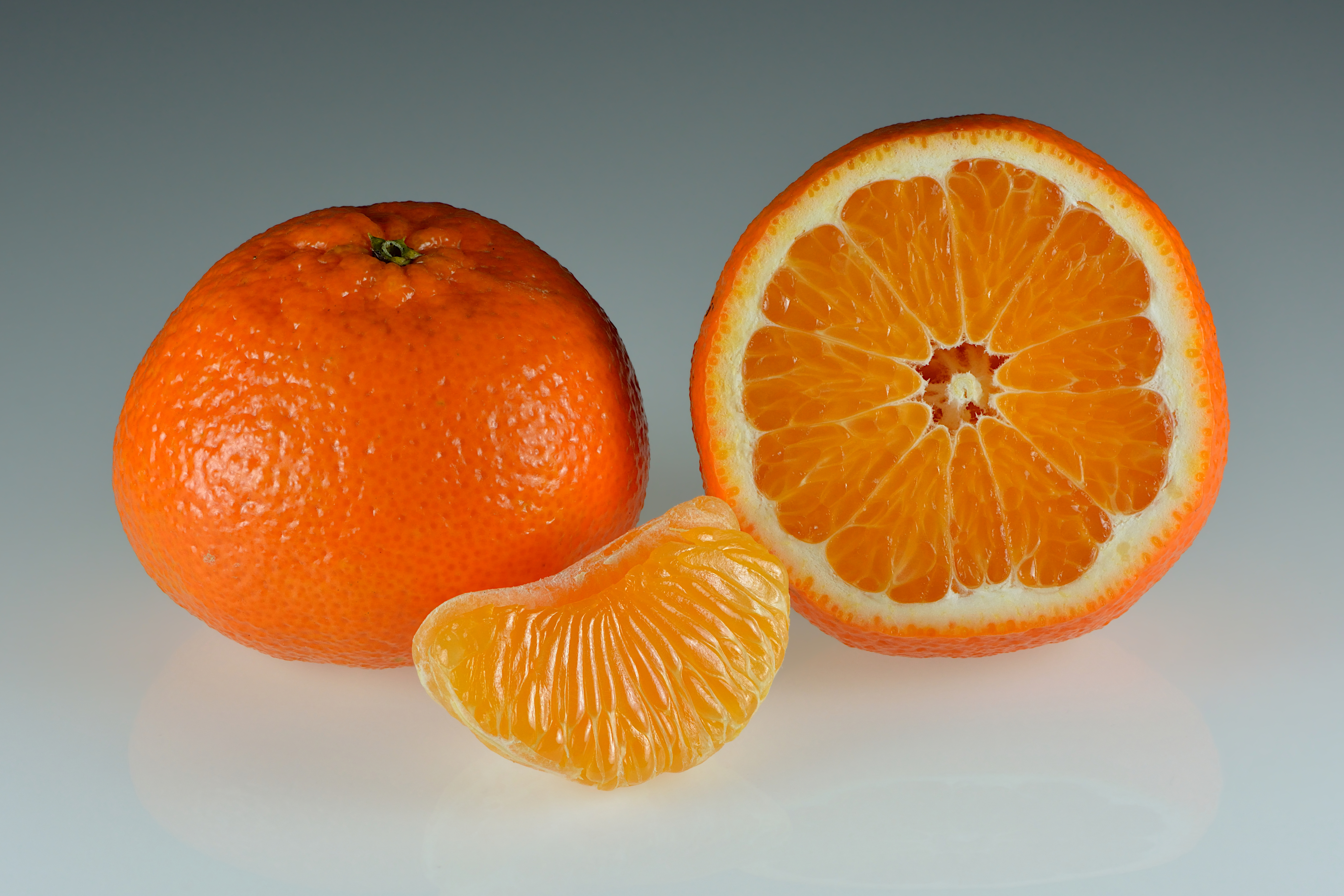
Fruit coupé.
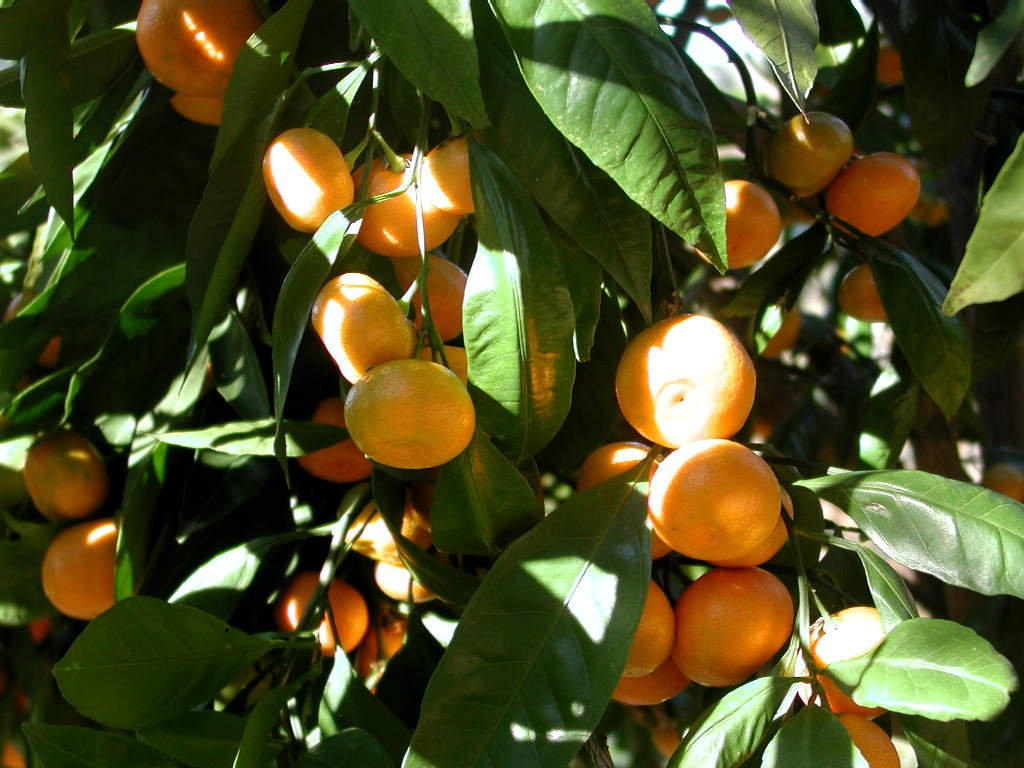
Fruits dans l'arbre.
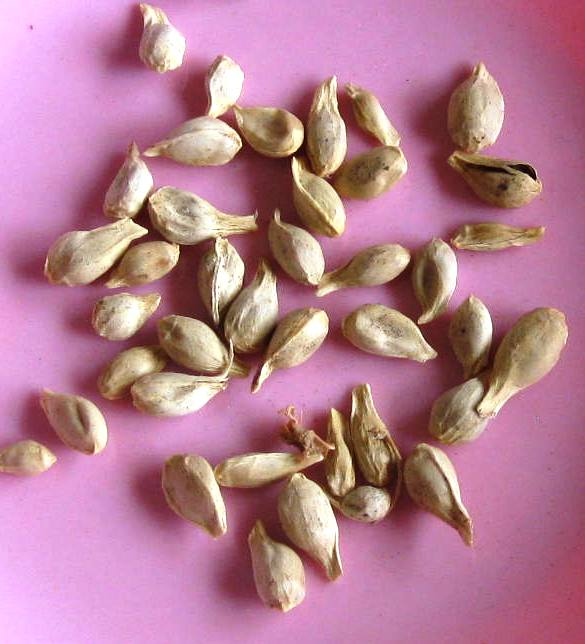
Graines de mandarinier.